# 쿠트나호라

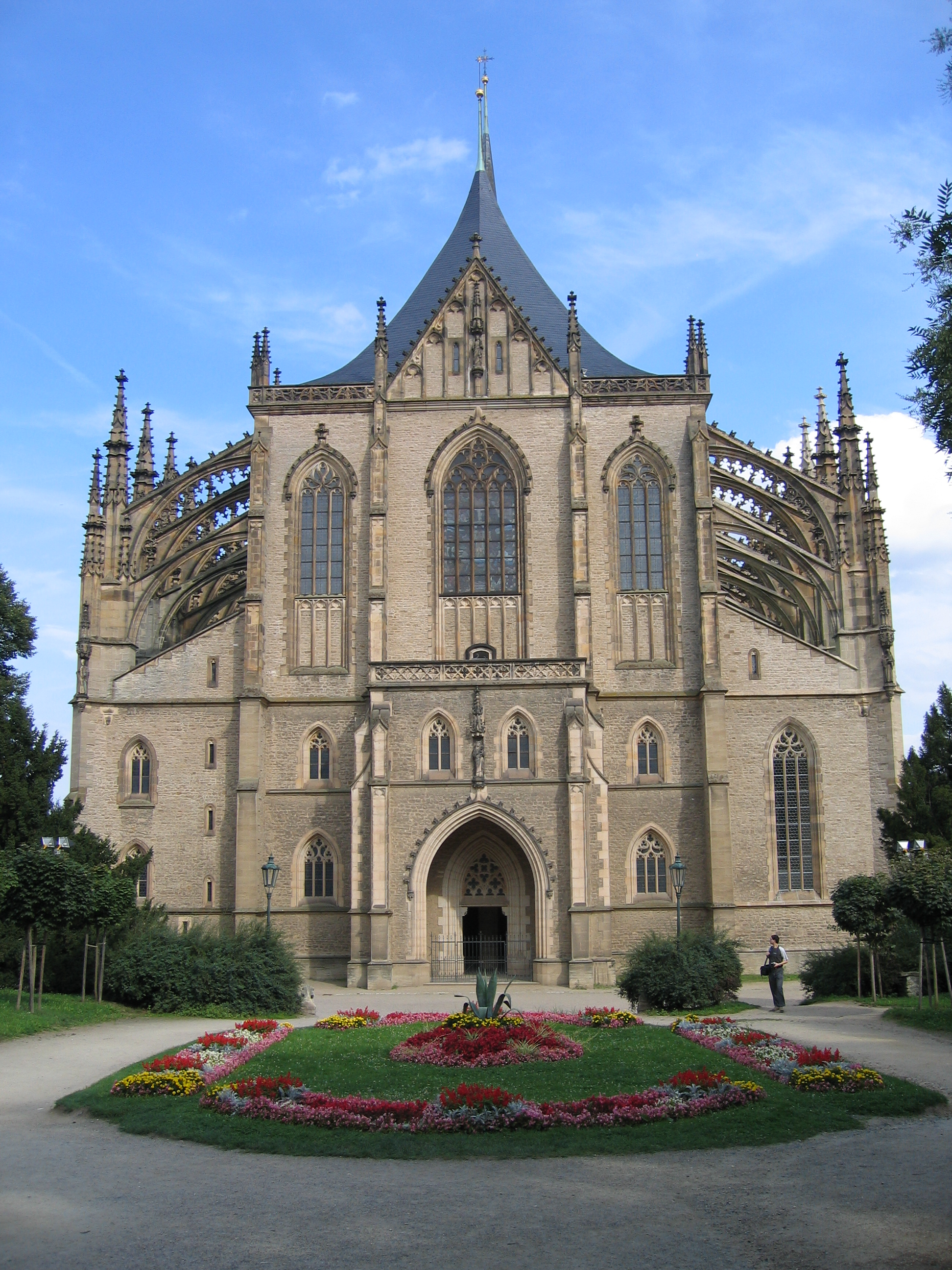
성 바르보라 성당의 정면. 체코의 주요 관광 도시의 하나인 쿠트나호라 시를 대표하는 유적 중의 하나이며 유네스코 세계유산으로 등록되어 있 다.

쿠트나호라(체코어 발음: [ˈkutnaː ˈɦora] ( 듣기), 독일어: Kuttenberg)는 체코 중앙보헤미아 주에 있는 도시로 프라하에서 동쪽으로 약 70km 정도 떨어진 거리에 있으며 많은 문화 유적이 남아 있는 주요 관광 도시의 하나이다. 특히 고딕 양식의 성 바르보라 성당(체코어: Chrám sv. Barbory)과 성모 마리아 대성당(체코어: Katedrála Panny Marie v Sedlci)은 1995년 유네스코 세계유산으로 등록되었다.

## 인구
| 연도           | 인구   | ±%     |
| -------------- | ------ | ------ |
| 1869           | 16,565 | —      |
| 1880           | 16,799 | +1.4%  |
| 1890           | 17,614 | +4.9%  |
| 1900           | 19,506 | +10.7% |
| 1910           | 20,362 | +4.4%  |
| 1921           | 19,112 | −6.1%  |
| 1930           | 18,706 | −2.1%  |
| 1950           | 15,893 | −15.0% |
| 1961           | 16,835 | +5.9%  |
| 1970           | 17,943 | +6.6%  |
| 1980           | 20,927 | +16.6% |
| 1991           | 21,561 | +3.0%  |
| 2001           | 21,453 | −0.5%  |
| 2011           | 20,497 | −4.5%  |
| 2021           | 20,162 | −1.6%  |
| 출처: Censuses |        |        |

## 자매 도시
- 폴란드 타르노프스키에구리
- 헝가리 에게르
- 우크라이나 카미야네치포딜스키
- 슬로바키아 크렘니차
- 프랑스 랭스
- 덴마크 링스테드